# China Construction Bank
Die China Construction Bank (CCB, chinesisch 中国建设银行, Pinyin Zhōngguó Jiànshè Yínháng – „Chinesische Aufbaubank“) ist eine der vier großen Geschäftsbanken der Volksrepublik China. Seit November 2015 gehört sie nach Einschätzung des Finanzstabilitätsrates zu den global systemrelevanten Banken. Die Bilanzsumme der Bank betrug 2019 3.822 Milliarden US-Dollar.
Mit einem Umsatz von 162,1 Milliarden US-Dollar (USD), bei einem Gewinn von 38,9 Mrd. USD, steht die China Construction Bank laut den Forbes Global 2000 auf Platz 2 der weltgrößten Banken (Geschäftsjahr 2019). Seit dem 27. Oktober 2005 werden an der Hongkonger und Shanghaier Börse Aktien der CCB im Wert von mehr als 220 Milliarden USD gehandelt.

## Geschichte

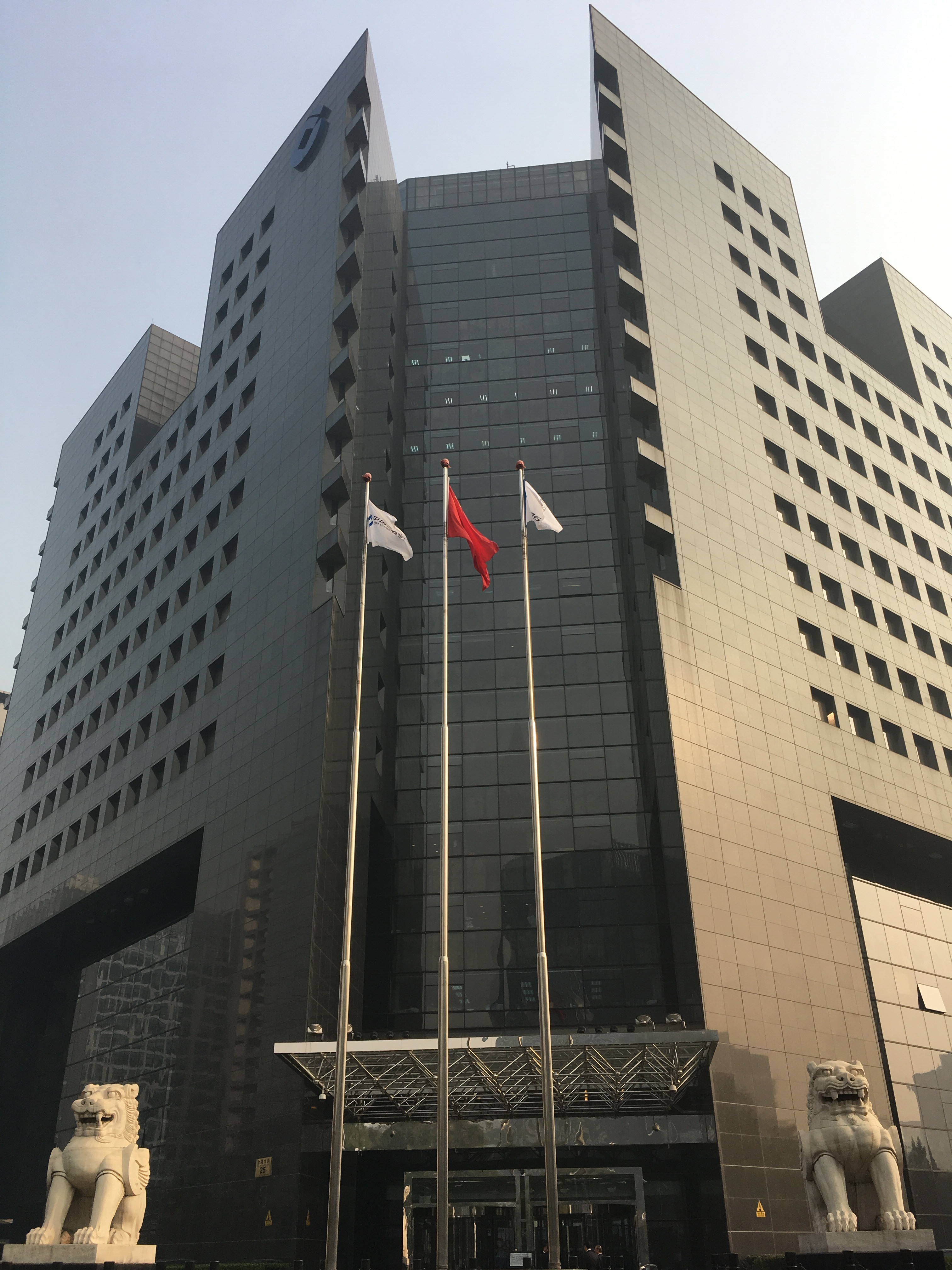
Die Zentrale der CCB in Peking

Die China Construction Bank wurde am 1. Oktober 1954 als People's Construction Bank of China (中国人民建设银行Zhōngguó Rénmín Jiànshè Yínháng) gegründet. Am 26. März 2005 erhielt sie ihren heutigen Namen.
Die CCB litt wie andere chinesische Banken auch lange Zeit unter politischen Kreditrichtlinien, ineffizientem Management, zu vielen Angestellten und „faulen Krediten“. Zur Sanierung erhielt sie von der chinesischen Regierung Finanzspritzen in Höhe von insgesamt 22,5 Milliarden Dollar. Daneben wurden Problemkredite an staatliche Asset-Management-Gesellschaften ausgelagert, und die Beschäftigungsstruktur und das Filialnetz konsolidiert. Der Anteil der faulen Kredite konnte daraufhin von früher 17 % auf weniger als 4 % verringert werden. Ein Drittel der Filialen wurde abgebaut und ein Viertel der Mitarbeiter entlassen.

## Positionierung auf dem Markt
Die China Construction Bank zählt zu den großen Big Four Banken der Volksrepublik China. Sie hat mehr als 14.895 Filialen, etwa 12.500 Geldautomaten und ca. 376.000 Mitarbeiter in China. Bei Krediten hat die Bank einen Marktanteil von 12 % und bei Spareinlagen einen Anteil von 13 %. Im Geschäft mit Immobilien und Infrastruktur ist sie mit einem Anteil von 27 % führend. Die starke Konzentration auf diesen Markt macht die Bank abhängig von Immobilienspekulationen und der Konjunktur.
Für die Modernisierung setzt die CCB (wie auch andere große chinesische Banken) auf Kapital und Know-how aus dem Ausland. Folgende ausländische Unternehmen haben Beteiligungen an der Bank:
- Bank of America (1 %)
- Temasek Holdings (5,1 %)

Mit Hilfe der beiden ausländischen Anteilseigner will die CCB in Ausbildung des Managements und moderne Technologie investieren. Damit soll auch eine solidere Risikoprüfung der Kunden ermöglicht werden, um Kredite in Zukunft mehr nach kommerziellen Erwägungen vergeben zu können.

## Kooperationen und Tochtergesellschaften
Die China Construction Bank Corporation, Schweizer Niederlassung Zürich («CCBZB») wurde am 25. September 2015 gegründet und zur alleinigen RMB-Clearingbank in der Schweiz ernannt. Über CFETS (China Foreign Exchange Trading System) wird die CCBZB am Onshore-Devisen- und Geldmarkt in Festlandchina partizipieren. Die CCBZB bietet Abwicklungsdienstleistungen in Echtzeit für grenzüberschreitende RMB-Zahlungen und offeriert ihren Firmen- und institutionellen Kunden über eine Straight-Through-Verarbeitung verschiedene RMB-Dienstleistungen. Die CCBZB wird zudem Schweizer Institutionen fördern, die mit kräftiger Unterstützung von der CCB Group an einer Teilnahme und einer Investitionsquote am RQFII-Programm interessiert sind.
Am 17. Juni 2005 wurde eine strategische Kooperation und eine Beteiligung der Bank of America an der CCB beschlossen. In den Verhandlungen wurde beschlossen, dass die Anteile der Amerikaner auf bis zu 19,9 % ausgeweitet werden könnten. Zunächst erwarb die Bank of America für drei Milliarden Dollar einen Anteil von 9 %, reduzierte diesen aber dann in mehreren Schritten kontinuierlich auf 1 Prozent. (Stand: November 2011)
Am 4. Juli 2005 einigte sich die CCB mit der singapurischen Temasek Holdings über eine strategische Kooperation der beiden Unternehmen.
Seit Februar 2004 hat die CCB ein Joint Venture mit der Bausparkasse Schwäbisch Hall.